# ایمی اکر
ایمی لوییز اکر (به انگلیسی: Amy Louise Acker) هنرپیشه اهل ایالات متحده آمریکا است که در مجموعه‌های تلویزیونی آنجل، آلیاس و مظنون به ایفای نقش پرداخته‌است. وی در سال ۲۰۰۴ میلادی برای فیلم آنجل برندهٔ جایزهٔ بهترین بازیگر نقش مکمل سریال تلویزیونی جایزه ساترن شد.
اکر دارای مدرک لیسانس تئاتر از دانشگاه متودیست جنوبی است.

## فیلمشناسی
- آنجل (مجموعه تلویزیونی ۱۹۹۹) (۲۰۰۱–۲۰۰۴) Winifred 'Fred' Burkle/Illyria Recurring role (فصل ۲); نقش اصلی (فصل‌های ۳–۵)
- سوپرنچرال (۲۰۰۵) Andrea Barr اپیزود: "Dead in the Water"
- هانترس (کمیک) (۲۰۰۵–۲۰۰۶)/ هانترس (هلنا برتینلی) صداپیشه؛ ۴ اپیزود
- آلیاس (۲۰۰۵–۲۰۰۶) Kelly Peyton Main role (فصل ۵); ۱۳ اپیزد
- آشنایی با مادر (۲۰۰۶) Penelope اپیزود: "Come On
- "آشنایی با مادر (فصل ۱)"
- درمانگاه خصوصی (۲۰۰۸) Molly Madison اپیزود: "A Family Thing"
- هدف انسانی (۲۰۱۰) Katherine Walters اپیزود: "Christopher Chance"
- همسر خوب (۲۰۱۰) Trish Arkin اپیزود: "Running"
- سی‌اس‌آی (۲۰۱۱، ۲۰۱۳) Sandy Colfax اپیزودهای: "Man Up", "Backfire"
- گریم (مجموعه تلویزیونی) (۲۰۱۲) Lena Marcenko اپیزود: "Tarantella"
- روزی روزگاری (مجموعه تلویزیونی آمریکایی) (۲۰۱۲) Astrid/Nova اپیزود: "Dreamy"
- انبار ۱۳ (۲۰۱۲) Tracey اپیزود: "The Ones You Love"
- مظنون (مجموعه تلویزیونی) (۲۰۱۲–۲۰۱۶) Samantha "Root" Groves/The Machine Guest role (فصل ۱);
- مأموران شیلد (۲۰۱۴) Audrey Nathan, the Cellist اپیزود: "The Only Light in the Darkness"
- سوتس (۲۰۱۵) Esther Edelstein (née Litt) اپیزودهای: "No Puedo Hacerlo", "Hitting Home"
- اگه می‌تونی منو بگیر (فیلم ۲۰۰۲) (۲۰۰۲) Miggy
- ۲۱ و یک بیداری (۲۰۰۹)
- کلبه‌ای در جنگل (۲۰۱۲) Wendy Lin
- هیاهوی بسیار برای هیچ  (۲۰۱۲) Beatrice
- بیا همسر وارد را بکشیم (۲۰۱۴) Geena Bradford